# Phil Thornalley
Phil Thornalley (Worlington, 5 gennaio 1960) è un produttore discografico, bassista e cantante inglese, che ha lavorato con Duran Duran, The Cure, The Psychedelic Furs, Thompson Twins, Johnny Hates Jazz e, negli ultimi anni, Natalie Imbruglia.
Originario del Suffolk, ha cominciato il suo lavoro nel 1978 nei RAK Studios di Londra con i produttori Mickie Most e Steve Lillywhite.
Nel 1981 è stato scelto da Robert Smith dei Cure come produttore del loro successivo disco, quello che sarebbe diventato Pornography, una pietra miliare della loro carriera. È stato anche, dal 1983 al 1984, il loro bassista, suonando in alcune canzoni nel loro disco successivo Japanese Whispers e nel live Concert: The Cure Live. Nel 1984 ha anche prodotto Seven and the Ragged Tiger dei Duran Duran.
Dopo la fine del tour del 1984 con i Cure rifiuta le loro offerte di rimanere come membro permanente e si separa da loro, per tornare al suo vecchio lavoro di produttore e cominciare una sua carriera solista. Viene nominato ai Grammy Award del 1984 per miglior produzione in Into the Gap dei Thompson Twins. Nel 1988 diventa il cantante dei Johnny Hates Jazz, dopo la partenza del precedente frontman Clark Datchler. La band pubblica un solo altro album, Tall Stories, nel 1991, prima di sciogliersi. Sempre nel 1988 pubblica anche un suo album dal titolo Swamp.
Da quel periodo si è concentrato sul lavoro di produttore, turnista e autore, lavorando di nuovo con i Duran Duran, con Sting, i Prefab Sprout, Bryan Adams e Melanie C.
Negli anni novanta ha collaborato a lungo con Natalie Imbruglia, producendo hits come Torn, Big Mistake e That Day.
Dal 2016 Thornalley ha ripreso a suonare come bassista temporaneo con Bryan Adams nei tour Get Up Tour e The Ultimate Tour negli Stati Uniti, nel Regno Unito e in Canada.